# Surtsey

Bản đồ Sursey

Surtsey (tiếng Iceland, có nghĩa là đảo của "Surtur") là một đảo núi lửa ở ngoài khơi bờ nam của Iceland. Tại tọa độ 63°18′11″B 20°36′17″T / 63,303°B 20,6047°T nó cũng là điểm cực nam của Iceland. Nó được tạo thành trong vụ phun trào núi lửa khởi đầu 130 mét dưới mực nước biển và trồi lên mặt nước vào tháng 11 năm 1963. Vụ phun trào kéo dài đến ngày 5 tháng 6 năm 1967, khi đảo đạt kích thước tối đa 2,7 km2 (1,0 dặm vuông Anh). Kể từ đó, sự bào mòn của gió và sóng đã khiến đảo này giảm kích thước, đến năm 2002 thì diện tích đảo còn 1,4 km2 (0,54 dặm vuông Anh).
Hòn đảo mới được đặt tên theo Surtr, một jötunn lửa khổng lồ từ thần thoại Bắc Âu. Nó được các nhà núi lửa học nghiên cứu rộng rãi trong quá trình phun trào của nó, và sau đó là các nhà thực vật học và sinh học cũng tham gia nghiên cứu khi sự sống dần dần hình thành trên đảo ban đầu không có sự sống. Các lỗ thông thoát dưới đáy tạo nên Surtsey là một phần của hệ thống núi lửa ngầm Vestmannaeyjar (đảo Westmann), một phần của chỗ nứt của đáy biển được gọi là sống núi giữa Đại Tây Dương. Vestmannaeyjar cũng đã tạo ra ra các vụ phun trào nổi tiếng của Eldfell trên hòn đảo của Heimaey vào năm 1973. Phun trào đã tạo ra Surtsey cũng tạo ra một vài hòn đảo nhỏ khác dọc theo chuỗi núi lửa, chẳng hạn như Jólnir và đỉnh núi không tên khác. Hầu hết chúng bị xói mòn đi khá nhanh chóng.

## Địa lý

### Địa hình
Dưới mực nước biển, độ sâu xung quanh Surtsey thay đổi và các đợt phun trào khác nhau đã tạo nên một vài đảo mà ngày nay chúng đều chìm dưới nước. Núi lửa cổ nhất là Surtla, nằm cách Surtsey 2,5 km về phía đông bắc. Vị trí này nằm ở độ sâu 6m, rộng 600m và dài 900m. Khu vực này được hình thành trong đợt phun trào từ tháng 12 năm 1963 đến tháng 1 năm 1964. Cách Surtsey 500m về phía đông-đông bắc là Syrtlingur, địa hình này nằm ở độ sâu khoảng 2,5 m, đường kính 1 dặm. Cấu trúc này trước đây là một đảo được hình thành trong đợt phun trào năm 1965, sau đó bị sóng biển bào mòn.
Địa hình dưới và trên mực nước biển đều có chung tên gọi. Thể tích tổng của đảo là 1,1 km3, đường kính lớn nhất tại chân núi lửa dưới biển là 2,9 km và có diện tích 13,2km2 · . Chiều cao tính từ đáy là 285m, trong đó 130m nằm dưới mực nước biển, đỉnh ở độ cao 155m. Các thông số này được cơ quan Hàng hải Iceland đo đạc xung quanh núi lửa vào năm 2000. Diện mạo núi lửa này đã thay đổi nhiều kể từ khi nó hình thành năm 1967. Sóng biển là tác nhân xâm thực đóng vai trò quan trọng · .

#### Pha phun trào dưới nước

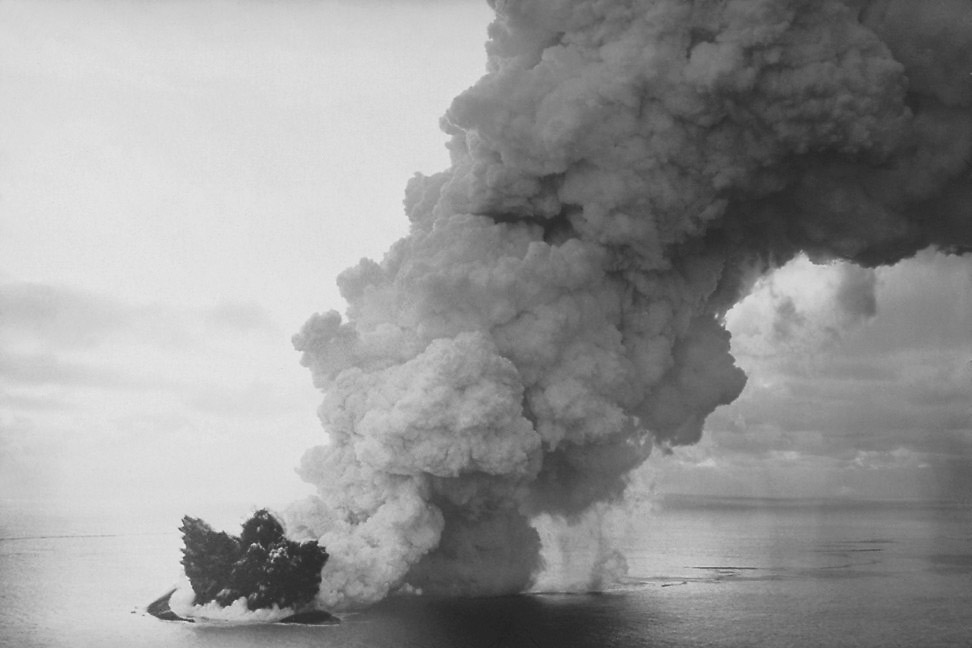
Ảnh hàng không thể hiện pha phun trào dưới nước năm 1963, và rìa của miệng núi lửa chỉ cao hơn mực nước biển một chút.

#### Pha phun trào trên cạn

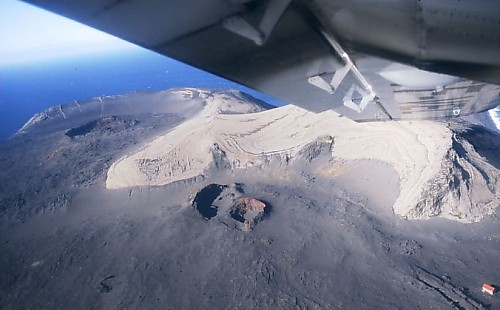
Ảnh hàng không thể hiện 2 miệng núi lửa với các thành phần vật liệu là tuf và palagonite (sáng màu) và đáy bị chôn vùi bởi dòng dung nham (màu tối).

### Khí hậu
| Tháng                     | 1   | 2   | 3   | 4   | 5   | 6   | 7  | 8   | 9   | 10  | 11  | 12  | Cả năm |
| ------------------------- | --- | --- | --- | --- | --- | --- | -- | --- | --- | --- | --- | --- | ------ |
| Nhiệt độ trung bình (°C)  | 1   | 2   | 2   | 3   | 6   | 8   | 10 | 10  | 7   | 5   | 2   | 1   | 4,75   |
| Lượng mưa trung bình (mm) | 158 | 139 | 141 | 117 | 105 | 102 | 95 | 140 | 131 | 162 | 154 | 144 | 1.588  |

## Địa chất

### Cơ chế phun trào

Cơ chế phun trào của Surtsey. 1: Mây hơi nước; 2: Tro Cupressoid; 3: Miệng núi lửa; 4: Nước; 5: Các lớp dung nham và tro; 6: Địa tầng; 7: Cùi magma; 8: Lò magma; 9: Dike.

Lúc 7:15 ngày 14 tháng 11 năm 1963, một tàu đánh cá đi ngang qua ngoài khơi phía nam Iceland thuộc quần đảo Westman Islands, thuyền trưởng tàu này, Isleifur II, thấy một cột khói bốc lên ở phía tây nam. Ông cho tàu tiếp cận gần nó vì nghĩ rằng có một chiếu tàu đang bốc cháy. Tuy nhiên, họ phát hiện ra một vu nổ sinh ra cột tro từ dưới biển. Lúc 11:00, cột tro đạt đến độ cao 6 km. Đây là kết quả gộp lại của 3 cột tro nhỏ hơn từ dưới biển ở 3 vị trí khác nhau nằm trên một trục có phương đông bắc-tây nam. Vào buổi chiều chúng bắt đầu phun dung nham dọc theo một đường nứt núi lửa.
Có thể rằng đợt phun trào đã bắt đầu vài ngày trước 14 tháng 11, khoảng ngày 10 tháng 11. Điểm phun trào nằm trên đáy biển khoảng 130 dưới mực nước biển, và vụ nổ gây ra do áp suất nước ở độ sâu đó. Khi núi lửa phát triển dần lên trên mặt nước biển, các vụ nổ lại xuất hiện trên bề mặt. Thêm vào đó, một vài dấu hiệu có thể cho thấy rằng núi lửa hoạt động sắp xảy ra. Một tuần trước đó, địa chấn kế ở Reykjavík ghi nhận các chấn động nhỏ, nhưng không xác định được vị trí. Hai ngày trước đợt phun trào bắt đầu, tàu nghiên cứu đại dương ghi nhận rằng nước biển khu vực này ấm hơn bình thường, và các khu dân cư thuộc thị trấn ven biển Vík í Mýrdal trên đảo Iceland chính cách Surtsey 80 km theo đường chim bay cảm nhận được mùi hydro sulfide.

### Thạch học

Bản đồ địa chất của Surtsey.

Surtsey là một núi lửa đỉnh bằng, sườn dốc cắm xuống đáy biển · . Các đá trên bề mặt Surtsey có 2 dạng chính là tephra và dung nham.
Tephra phân bố ở vùng trung tâm của đảo trên diệnt tích 0,34 km2 trong hai miệng núi lửa chính, và Surtungur Surtur. ·  Tephra được hình thành từ các mảnh vỡ của dung nham khi chúng được phun ra trong nước biển, và chúng trải qua quá trình palagonite hóa trong hai miệng núi lửa. 40 năm sau vụ phun trào 85% tephra bị biến đổi thành tuff và phủ trên diện tích 0,24 km2. Trên bề mặt biển, tephra lắng đọng thành các lớp mỏng và xen kẽ nhau với độ lỗ rỗng của tephra từ 45-50%. Ngược lại, tephra dưới biển có nhiều kích thước khác nhau do chúng được hình thành trong điều kiện phun nổ của magma trong nước. Khi nó hình thành nên đá cứng bên dưới biển, những bọt nước sẽ bị bắt giữ cửa các hạt. Một số tephra có dạng cầu với đường kính lên đến 3,5 cm.
Dung nham có tính chất tương tự như ở Westman Islands và trên bán đảo Snæfellsnes Western of Iceland, với thành phần gồm basalt kiềm ban tinh olivine, plagioclase và spinel phủ phần phía nam của Surtsey. ·  · 

### Xâm thực và xói mòn

Bản đồ thể hiện sự biến đổi các đường bờ biển của Surtsey giai đoạn 1967 -2002.

Vật liệu phun trào chấm dứt hoàn toàn vào ngày 5 tháng 6 năm 1967, sau đó là xâm thực bắt đầu phát triển trên Surtsey. Trong vòng 40 năm kể từ khi chấm dứt phun trào, 0,024 km3 vật liệu đã bị bóc mòn, chiếm 1/4 thể tích phần nhô lên mặt nước hay tương ứng với 1/2 diện tích bề mặt. Hình dạng của chúng cũng bị biến đổi, bờ biển phía tây nam biến mất, trong khi dòng hải lưu mang vật liệu này lắng đọng tạo nên mũi phía bắc của đảo.

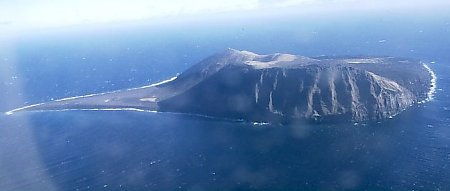
Surtsey năm 1999

Sau khi chấm dứt phun trào, các nhà khoa học đã lắp đặt một hệ lưới chuẩn để theo dõi sự thay đổi hình dạng của đảo. Trong vòng 20 năm sau khi ngưng phun trào, các số liệu đo đạc cho thấy rằng hòn đảo liên tục giảm chiều cao theo phương thẳng đứng và mất khoảng 0.3 ft. Tốc độ giảm lúc ban đầu vào khoảng 20 cm/năm nhưng sau đó giảm xuốn 1–2 cm/năm trong thập niên 1990. Có nhiều nguyên nhân: sự lắng đọng của tephra bở rời, sự nén chặt của trầm tích đáy biển bên dưới hòn đảo, và sự lún chìm của thạch quyển do trọng lượng của đảo.
Điểm đặc trưng của núi lửa trong quần đảo Vestmannaeyjar là tạmo643i34 vị trí phun trào chỉ có thể quan sát được một vụ phun trào riêng biệt, và vì thế hòn đảo không có vẻ được mở rộng bởi các vụ phun trào trong tương lai. Các vùng xung quanh hòn đảo đang bị xâm thực kể từ khi nó hình thành, và cho đến nay 1/2 diện tích ban đầu của hòn đảo đã biến mất. Đảo hiện nay mất khoảng 1,0 hécta (2,5 mẫu Anh) bề mặt mỗi năm.
Tương lai

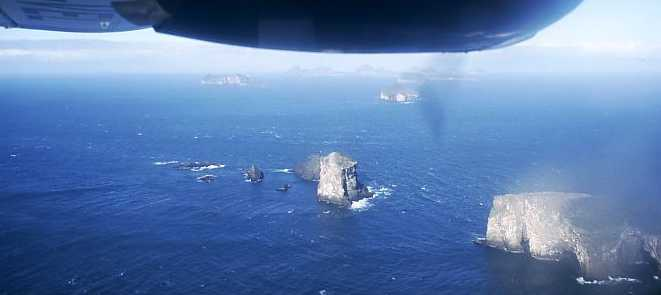
Other islands in the archipelago show the effects of centuries of erosion

Hòn đảo này có vẻ không biến mất hoàn toàn trong tương lai. Khu vực xâm thực được cấu tạo chủ yếu là tephra bở rời, nó dễ dàng bị sóng và gió cuốn đi. Hầu hết các khu vực còn lại được phủ bởi các dòng dung nham rắn do đó rất khó xâm thực. Trên Surtsey, quá trình này diễn ra khá nhanh do nhiệt độ cao gần bề mặt.
Để ước lượng được thời gian tồn tại của Surtsey, cần dựa trên tốc độ xâm thực được quan sát hiện nay. Giả sử rằng tốc độ này không đổi, hòn đảo sẽ nằm bên dưới mực nước biển vào năm 2100. Tuy nhiên, tốc độ xâm thực có thể giảm xuống khi phần lõi rắn của hòn đảo lộ ra: một đánh giá giả sử rằng tốc độ xâm thực giảm theo hàm mũ thì hòn đảo sẽ tồn tại trong vài thế kỷ. Một giả thiết khác cho rằng trong tương lai nó sẽ giống như những đảo nhỏ khác trong quần đảo Vestmannaeyjar, chúng cũng có cách hình thành tương tự như Surtsey cách đây vài ngàn năm, và đã bị bào mòn đáng kể kể từ khi nó được hình thành.

## Sự xâm chiếm của sự sống
Vị trí ban đầu để nghiên cứu sự xâm chiếm của sinh vật đến từ bên ngoài hòn đảo, Surtsey đã được công bố là khu bảo tồn thiên nhiên vào năm 1965 trong khi đó vụ phun trào núi lửa vẫn tiếp tục. Ngày nay, một số ít nhà khoa học được phép đến Surtsey; chỉ có một cách mà bất kỳ ai cũng có thể tiếp cận nó gần hơn là dùng các máy bay nhỏ. Điều này cho phép sự diễn thế sinh thái trên hòn đảo được tiến triển mà không có bất kỳ sự can thiệp từ bên ngoài. Năm 2008, UNESCO công nhận hòn đảo là di sản thế giới về giá trị khoa học.

### Thực vật
Mùa hè năm 1965, thực vật có mạch đầu tiên được tìm thấy ở bờ phía nam của Surtsey, rêu xuất hiện năm 1967 và địa y được tìm thấy đầu tiên trên dung nham Surtsey năm 1970. Sự xâm chiếm của thực vật trên Surtsey đã được nghiên cứu kỹ, đặc biệt là các thực vật có mạch, vì chúng có vai trò quan trọng hơn rêu, địa y và nấm trong quá trình phát triển thảm thực vật.
Hiện tại, rêu và địa y phủ phần lớn hòn đảo. Trong suốt 20 năm đầu khi đảo hình thành, 20 loài thực vật đã được nghiên cứu vào một hoặc vài lần, nhưng chỉ có 10 loài có thể phát triển trên đất cát nghèo dinh dưỡng. Khi chim bắt đầu làm tổ trên đảo, chất đất được cải thiện, và có nhiều loài thực vật có mạch hơn đã có thể sống sót. Năm 1998, cây bụi đầu tiên được phát hiện là liễu lá trà (Salix phylicifolia), loài cây này có thể cao đến 4 metres. Đến năm 2008, 69 loài thực vật đã được tìm thấy trên Surtsey, khoảng 30 loài trong số đó đang phát triển, so với khoảng 490 loài được tìm thấy trên đảo Iceland. Cáng có nhiều loài tiếp tục di cư đến, với tốc độ khoảng 2–5 loài mới/năm.

### Chim

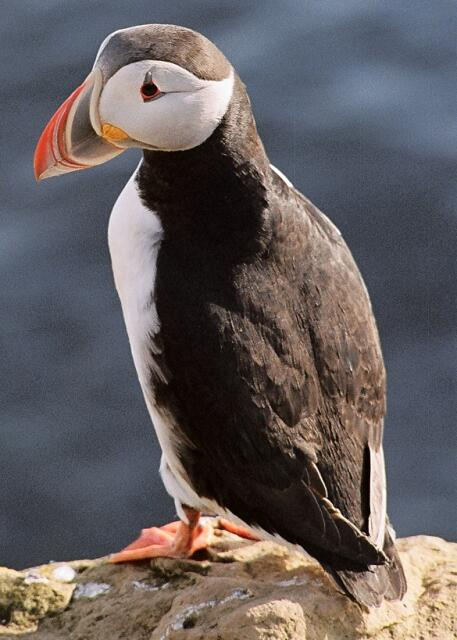
Hải âu cổ rụt

Sự phát triển chim trên đảo đã nhờ vào hệ thực vật và giúp thực vật phát triển. Chim sử dụng thực vật để làm tổ, nhưng chúng cũng giúp cho việc phát tán các hạt, và tạo ra phân bón cho đất từ phân của chung. Chim bắt đầu làm tổ trên Surtsey 3 năm sau khi kết thúc các đợt phun trào, với các loài đầu tiên là fulmar và guillemot. Mười hai loài hiện tại được tìm thấy trên đảo.
Mòng biển có mặt trên đảo từ năm 1984, mặc dù chúng chỉ được tìm thấy trong thời gian ngắn trên bãi biển của đảo mới chỉ vài tuần sau khi cá thể đầu tiên được phát hiện. Sự xâm chiếm của mòng biển có ý nghĩa quan trọng đối với sự phát triển của thực vật trên Surtsey, và chúng cũng đã có những tác động lớn đến sự xâm chiếm của thực vật hơn là các giống loài khác do số lượng của chúng nhiều. Chuyến thám hiểm năm 2004 đã tìm thấy dấu hiệu đầu tiên về tổ của hải âu rụt cổ Đại Tây Dương (Atlantic Puffin), loài cực kỳ phổ biến trên các phần còn lại của quần đảo.
Ngoài nơi làm tổ cho các loài chim, Surtsey còn là nơi nghỉ chân cho các loài chim di cư, đặc biệt là tuyến giữa châu Âu và Iceland. Các loài được tìm thấy trong một thời gian ngắn trên đảo gồm thiên nga trắng, nhiều loài ngỗng, và quạ thường. Mặc dù Surtsey nằm ở phía tây của tuyến di cư chính đến Iceland, nhưng nó trở thành một điểm dừng chân thường xuyên hơn khi mà thảm thực vật phát triển. In 2008, the 14th bird species was detected with the discovery of a Common Raven's nest.
Theo một báo cáo ngày 30 tháng 5 năm 2009, người ta tìm thấy tổ chim Golden Plover trên đảo có 4 trứng.

### Sinh vật biển
Không lâu sau khi đảo hình thành, hải cẩu đã được tìm thấy xung quanh đảo, đặc biệt là ở mũi phía bắc nơi có sự phát triển khi sóng xâm thực đảo. Hải cẩu sinh sản trên đảo được phát hiện năm 1983, và có một nhóm đến 70 cá thể. Hải cẩu xám phổ biến hơn hải cầu thường (Phoca vitulina), nhưng hiện nay cả hai đều phát triển rất tốt. Sự có mặt của hải cẩu làm thu hút cá hổ kình, loài thường có mặt trong các vùng nước xung quanh quần đảo Vestmannaeyjar và ngày nay xung quanh Surtsey.
Về phần chìm dưới nước của hòn đảo, nhiều loài sinh vật biển được tìm thấy. Sao biển là phổ biến, cũng như nhím biển và ốc đá. Đá bị phủ bởi tảo, và rong biển phủ hầu hết các sườn ngầm của núi lửa với bề dày từ 10 đến 20 met dưới mực nước biển.

### Các sinh vật khác
Côn trùng đến đảo ngay sau khi nó hình thành, và được phát hiện lần đầu tiên năm 1964. Các loài ban đầu đến đảo là côn trùng có cánh, chúng bay đến đây và nhờ gió. Một vài loài được tin là đã được thổi đến đây từ châu Âu lục địa. Các loài côn trùng đến sau bằng con đường gỗ trôi nổi, và xác động vật và đông vật trôi đến đảo. Khi một lượng lớn bụi cỏ trôi dạt vào bờ biển năm 1974, các nhà khoa học lấy phân nửa trong số đó để phân tích và phát hiện ra 663 các thể động vật không xương sống lục địa, hầu hết là mite và springtail, một số lượng lớn đã tồn tại sau khi trôi dạt.
Sự xuất hiện của côn trùng cung cấp thức ăn cho chim, và đến lượt nó, chim giúp một số loài xuất hiện trên đảo. Xác chim cung cấp thức ăn cho các loài côn trùng ăn thịt, đồng thời tạo phân cho đất và giúp phát triển thực vật cho các loài côn trùng ăn thực vật.
Các dạng sống cao hơn hiện tại cũng có mặt trong đất của Surtsey. Giun đất đầu tiên được phát hiện trong mẫu đất năm 1993, có thể chúng được chim mang đến từ Heimaey. Ốc sên được tìm thấy năm 1998, và có đặc điểm tương tự như các cá thể được tìm thấy ở phía nam đảo Iceland. Nhện và bọ cánh cứng cũng bắt đầu xuất hiện.